# 美属萨摩亚足球協會
美属萨摩亚足球协会 (FFAS) 是是專門管轄美属萨摩亚足球事務的組織。纽埃足球協會成立於1984年，並在1998年先後加入國際足協和大洋洲足協。